# Amusie
L'amusie est une anomalie neurologique dans laquelle le rythme, la mélodie, les accords de musique ne sont pas perçus ou n’ont pas de sens pour une personne dont l'audition est par ailleurs normale. L'amusie peut être congénitale ou résulter d'une lésion cérébrale. L'amusie peut être parfois associée à l'aphasie. Le déficit ne peut pas être atténué par une formation musicale.
La dysmusie est un trouble congénital affectant diversement la perception de la musique, parfois jusqu'au point où celle-ci ne constitue qu'un bruit gênant. Theodore Roosevelt, Che Guevara, Vladimir Nabokov, entre autres, étaient atteints de dysmusie.
Parmi les personnes ayant pratiqué la musique et atteintes d'une lésion cérébrale, on a décrit des troubles très spécifiques :
- l'agraphie musicale (ou agnosie afférente) est l'incapacité d'écrire la musique (sans altération de la capacité d'écrire ordinaire) ;
- la cécité musicale est l'incapacité de reconnaître les notes de musique (sans altération de la lecture courante).

## Prévalence
Une étude de 2003 basée sur un test unique datant de 1980 estime que quatre pour cent de la population serait victime d'amusie et note que ce chiffre est probablement sous-estimé du fait d'un dépistage insuffisant,. Une étude de 2017, portant sur un échantillon de 20 000 participants, a trouvé une prévalence des amusies congénitales de 1,5%, avec une fréquence plus élevée chez les femmes.

## Description
En 1878, Grant Allen fut le premier à décrire le trouble affectant la perception musicale :
« 
Nombre d'hommes et de femmes sont incapables de distinguer clairement deux notes quelconques séparées par moins d'une demie octave environ (voire plus). C'est à cette anomalie que je me suis permis de donner le nom de « surdité aux notes ».
 »
— Grant Allen, Mind.

L'amusie congénitale est un terme générique désignant différents handicaps musicaux permanents. Cette affection a été notamment utilisée pour étudier les principales voies de traitement neurobiologique de la musique. L'amusie congénitale résulte d'une anomalie neuronale affectant la connectivité entre le cortex auditif droit et le gyrus frontal inférieur,,,,,.
À l'origine, l'amusie désignait une incapacité à traiter la musique en raison de lésions cérébrales. En 2002, une première forme congénitale est découverte.

## Symptômes
Les personnes atteintes d'amusie ont des difficultés à reconnaître un air familier sans l'aide de paroles et sont dans l'incapacité de reconnaître quand quelqu'un chante faux, ou des notes « hors tonalité ».

## Comment la détecter
En 1990, Isabelle Peretz et ses collaborateurs de l'Université de Montréal ont conçu une batterie de tests qui permet d'évaluer l'amusie : la BMEA (batterie de Montréal d’évaluation de l’amusie,). En 2005, une version pour enfants a été inventée par Villeneuve et Peretz.
Ils ont réussi, dans de nombreux cas, à identifier les liens neurologiques généraux de certains types d'amusie. Pour ces auteurs, la perception de la musique peut être subdivisée en deux catégories fondamentales : celles de la reconnaissance des mélodies d'une part, de la perception des rythmes ou des intervalles temporels d'autre part.

## Lésion dans différentes zones du cerveau
Lorsque l’on écoute de la musique, différentes parties du cerveau sont sollicitées. Lorsqu’une  d’entre elles est lésée, cela peut provoquer une amusie. Si les altérations de la mélodie vont généralement de pair avec des lésions de l'hémisphère droit du lobe temporal, la représentation du rythme est plus diffuse et par conséquent moins fragile : elle dépend non seulement de l'hémisphère gauche, mais aussi de nombreux systèmes sous-corticaux situés dans les ganglions de la base, le cervelet et ailleurs. De plus, le rythme est surtout perçu dans l’hémisphère gauche du cerveau. En revanche, le contour mélodique est perçu dans l’hémisphère droit du  lobe temporal.
Les lésions constatées dans les cas d’amusie siègent, qu’elles soient bilatérales ou unilatérales, dans les régions temporales ou temporo-pariéto-occipitales : à la face externe des hémisphères cérébraux autour des lobes temporaux. Chez un sujet amusique, le langage n’est pas touché, car les zones pour distinguer et comprendre le langage ne sont pas les mêmes que celles utilisées pour percevoir et apprécier la musique.

## Différentes formes
Critchley et Henson ont identifié une douzaine de variétés d’amusie.
Il existe diverses formes de surdité aux rythmes : légères ou profondes, congénitales ou acquises.
La surdité aux tons fait l'objet de nombreuses recherches :
- La surdité tonale affecte des personnes qui détonnent de façon non consciente et qui sont dans l’incapacité de dire si autrui chante juste ou non. La surdité aux tons n'empêche pas d’aimer la musique et le chant ;
- l’amusie congénitale : les individus perçoivent normalement la parole et les bruits  mais ont souvent une altération dans leur faculté de reconnaître des mélodies et de discriminer des hauteurs. Ils ne parviennent pas à différencier les notes conjointes et les demi-tons. Les notions de tonalité, de mélodie ou d'harmonie peuvent totalement disparaître en l'absence de ces constituants ; ce trouble est semblable à d'autres troubles du développement, tels que la dysphasie et la dyslexie et semble provenir d'une déficience au niveau du système de discrimination fine de la hauteur des sons ;
- l’amusie totale est l’incapacité à distinguer les différences de  hauteurs : le sujet ne reconnaît pas la musique comme telle. Selon Henri Hécaen et Martin Albert « les mélodies perdent leur qualité musicale et tendent à acquérir un caractère amusical des plus désagréables ».

Grâce aux méthodes d'imagerie cérébrale (méthode des potentiels évoqués), Isabelle Peretz et ses collaborateurs ont pu montrer que les circuits neuronaux des amusiques tonaux réagissaient peu aux faibles différences de tonalité, mais beaucoup plus aux grandes différences tonales que les sujets sans troubles. L'étude des cartes cérébrales montre que l'anomalie de traitement du son musical ne réside pas dans le cortex auditif mais dans les traitements cognitifs ultérieurs (aires associatives), dans le néocortex temporal.
Il est établi depuis peu que les sujets atteints d'une amusie congénitale ont une quantité anormalement basse de substance blanche dans une certaine partie du gyrus frontal inférieur droit : cette région du gyrus est responsable de l'encodage des hauteurs de son de la musique et de la mémorisation des mélodies.
La faculté de percevoir les dissonances peut être altérée elle aussi, ce qui s'explique lorsque le cortex parahippocampique est gravement endommagé. Cette aire est responsable des jugements émotionnels.
La dystimbrie est une forme distincte de l'amusie. L’individu lorsqu'il écoute de la musique entend à la place des bruits. La perception des timbres musicaux est altérée.
L’amélodie ou la « surdité aux airs » est une autre sorte d'amusie : les individus sont dans l’incapacité de reconnaître des mélodies mais continuent à entendre et à différencier parfaitement les sons. La personne entend une suite de notes mais celle-ci semble illogique, arbitraire et erratique. « Ce dont ces amusiques manquent, semble-t-il, c'est des connaissances et des procédures nécessaires à la cartographie des hauteurs et des échelles musicales ».
La simultagnosie : l'individu a des difficultés à intégrer la musique. Il a des difficultés à associer les sons entre eux. Son environnement auditif est scindé en une quantité d’éléments discrets et déconnectés : chacun des bruits urbains ou des cris d’animaux se détache et retient son attention comme s'ils étaient isolés, pointés, distincts du bruit de fond ou du paysage auditif normal.

### Forme congénitale
46 % des parents au premier degré des personnes touchées par l'amusie sont également atteints. Ce qui suggère que l'amusie congénitale est héréditaire. L'amusie congénitale est susceptible d'être influencée par plusieurs gènes qui interagissent entre eux et avec l'environnement, pour produire une susceptibilité globale au développement du trouble.